# The Halfbreed's Treachery
The Halfbreed's Treachery è un cortometraggio muto del 1912. Il nome del regista non viene riportato nei titoli del film che fu interpretato da Romaine Fielding, Edna Payne e Burton L. King.

## Produzione
Il film fu prodotto da Siegmund Lubin per la Lubin Manufacturing Company.

## Distribuzione
Distribuito dalla General Film Company, il cortometraggio uscì nelle sale cinematografiche USA l'8 luglio 1912.